# Аутомедон
Аутомедон (грч. Αὐτομέδων) је личност из грчке митологије.

## Етимологија
Његово име има значење „независни владар“.

## Митологија
У Хомеровој „Илијади“ се помињао као Диоров син, Ахилов пратилац и возач кочија у тројанском рату. Њега је, као гласника, Ахил послао Хектору како би сазнао под којим условима би могао да ожени Поликсену. Када је видео у каквом је очајању његов господар због те жене, ову до тада тајну љубав је обелоданио Патроклу и Ајанту. Према Хигину, он се самостално борио, допловивши са десет лађа на обалу Троје. Према Вергилију, он се храбро борио уз Пира, Ахиловог сина.